# 国史館
国史館（こくしかん）は、中華民国の歴史研究機関。総統府直属機関として国史編纂、史料整理、史料文物の収集と保存、総統及び副総統の文物管理を主要な業務とする。近年は台湾史を中心とする客観的な歴史研究が主流となり、また歴代総統や重要人物に関するオーラル・ヒストリーにも取り組んでいる。所在地は新北市新店区北宜路2段406号。

## 沿革
1912年（民国元年）3月、中華民国臨時政府により設置された国史院を前身とする。同年10月に国史館と改称され、1914年5月25日より北洋政府により正式に運用が開始された。1917年（民国6年）4月には規模が縮小され北京大学国史編纂処とされ、1919年（民国8年）8月以降は国務院の管轄とされた。1927年（民国18年）9月21日、張作霖により国史館が再設置されたが、1928年の張学良による東北易幟により国史館の業務は中断されることとなった。
1940年（民国29年）、国民政府は国史館の再設置の準備に着手、1947年（民国36年）に南京市により再設置された。その後発生した国共内戦の結果中華民国政府は台湾へ移転し、館長の不在と研究員の多くが台湾に逃れたため、国史館の業務は1957年（民国46年）に台北県新店市に再設置されるまで中国国民党中央党史史料編纂委員会により代行されている。
2002年（民国91年）1月1日には台湾省政府直属機関であった台湾省文献委員会が国史館に移管されている。

## 歴代館長

### 北京政府時代
1. 王闓運 : 1912年12月11日（未就任）
2. 蔡元培 : 1917年4月（国史編纂処処長）
3. 涂鳳書 : 1919年9月（国史編纂処処長）
4. 柯劭忞 : 1927年9月21日

### 国民政府時代
1. 張継 : 1946年12月18日 - 1947年12月15日
2. 戴傳賢 : 1948年6月5日 - 1949年2月12日（未就任）
3. 居正 :  1949年4月12日（未就任）

### 台湾移転後
1. 羅家倫 : 1957年6月29日 - 1969年2月26日
2. 黄季陸 : 1968年8月26日 - 1984年6月6日
3. 朱匯森 : 1984年6月6日 - 1990年9月19日
4. 瞿韶華 : 1990年9月19日 - 1995年3月16日
5. 潘振球 : 1995年3月16日 - 2000年4月1日
6. 張炎憲 : 2000年5月20日 - 2008年5月20日
7. 林満紅 : 2008年5月20日 - 2010年12月16日
8. 劉寶貴：2010年12月16日-2011年1月19日（代理）
9. 呂芳上：2011年1月20日-2016年5月19日
10. 吳密察：2016年5月20日-現任